# 李寶益

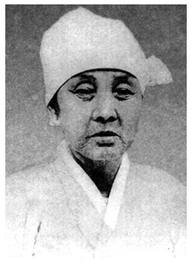
李寶益

李寶益（韓語：리보익；1876年5月31日—1959年10月18日），朝鮮國家主席金日成的祖母，朝鮮勞動黨總書記金正日的曾祖母。朝鮮平安南道平壤出身的農民，小作農民金輔鉉的妻子。

## 生涯
1876年5月31日、生於平安南道的平壌。
後與小作農民金輔鉉結婚，生長子金亨稷（金日成之父）、次子金亨祿、三子金亨權、長女金九日女、二女金亨實、三女金亨福三子三女，因食指浩繁，生活大苦。
1937年6月4日、咸鏡南道甲山郡發生普天堡戰役，後經從事日軍通事的金英柱口中，得知襲擊的首謀是他兄長金成柱。為獲英柱合作，日本把他祖母移交給金成柱。否定了北朝鲜方面:金日成將軍從事抗日戰鬥時，日帝侵略者為使金日成投降利用李寶益進行投降呼吁，但仍不失節操制抵抗關東軍的主張。
1945年8月15日，她孫兒金日成從蘇聯回國。
1959年10月18日去世，享壽83歲，葬於平壤萬景台，那里也有她半身銅像。